# Pixmania
Pixmania est une marque commerciale de commerce électronique française, créée en 2000 et relancée en 2022. Son cœur de métier est la vente d'appareils connectés mobiles neufs et reconditionnés (smartphone, tablettes, consoles, ordinateurs portables, jeux vidéo, etc.) en ligne.
Racheté par DSG International en 2006, le groupe s'est alors diversifié dans toute l'informatique et dans le matériel électronique. En 2012 Pixmania connait une série de restructurations, et est racheté en 2014 par le groupe Mutares. En janvier 2016 la société Pixmania est placé en redressement judiciaire et est partiellement rachetée par VDD SAS le mois suivant. L'enseigne a ensuite appartenu à la société Newpix&co sans rapport juridique ou financier avec Pixmania ni VDD.
Le 10 mars 2022, Steve et Jean-Émile Rosenblum relancent Pixmania en reprenant l'entreprise.

## Histoire
Le groupe, premièrement nommé Fotovista, est à l'origine spécialisé dans la prise de vue scolaire et post-natale. Les jeunes frères Rosenblum ont repris l'entreprise familiale en décembre 2001 en réalisant un LBO avec le Fonds d'investissement LMBO finance.
Ayant d'abord envisagé de développer les photos à distance, ils se sont orientés vers la distribution des produits de prise de vue numérique, tout nouveau à l'époque en 2000. S'appuyant sur le rachat d'un grossiste en photographie Japan Diffusion, ils ont développé l'entreprise sur cette niche, aujourd'hui devenue un marché de masse.

### Croissance
En 2002, myPIX.com, site permettant de développer ses photos en ligne, est créé, et couvre également plusieurs pays d'Europe. Jusqu'à fin 2007 myPix.com est dirigé par Sacha Doliner.
En 2004, le groupe ouvre PIXmania-PRO.com, site consacré au marché professionnel B2B.
En 2005, Pixmania acquiert Webhallen, site suédois de premier plan spécialisé dans la vente de jeux vidéo et produits culturels. Le site est l'un des premiers à intégrer de la vidéo dans ses pages (à cette époque, YouTube venait de naître). En forte croissance, Pixmania décide également de déménager sa centrale logistique en la rapprochant d'Orly, afin de pouvoir desservir plus facilement tous les pays européens. Sur l'exercice clos au 31 mars 2005, le chiffre d'affaires atteint 245 millions d'euros (+96 %).
En 2006, le groupe Pixmania est implanté dans 26 pays européens et opère plus de 60 sites de vente en ligne dont PIXmania.com, myPIX.com, primashop.com, apache.fr, etreenceinte.com, japan-difussion.com, webhallen.com, pixmania-pro.com, foci.fr, ideacard.fr, etc. Il décide alors de se lancer sur le créneau de la prestation de services en commerce électronique (via son activité e-merchant).

### Prise de contrôle par Dixons
En avril 2006, le groupe britannique DSG International (devenu Dixons) reprend 77 % du capital du groupe Fotovista, maison mère de Pixmania, pour 266 millions d'euros, valorisant ainsi la société  à 345 millions d'euros. Steve et Jean-Emile Rosenblum signent pour rester 3 ans au sein du groupe et vendent 60 % des titres qu'ils détiennent. Un plan ambitieux de synergies avec Dixons voit le jour.
En 2007 le groupe revend ses activités prises de vues comprenant l'activité photo scolaire Studio National et l'activité de développement photo en maternités Primaphot à un fonds d'investissement pour se concentrer sur son métier de Commerce électronique.
En novembre 2007, Pixmania ouvre sa place de marché (Pixplace) sur son site, ce qui lui permet d'élargir son catalogue tout en permettant à d'autres marchands de vendre leurs produits dans toute l'Europe via le site de PIXmania.com. Ainsi, de nouveaux espaces apparaissent sur le site : Mode, maison, gros électroménager, etc.
En 2009, après trois ans de vente de produits d'occasion sur eBay, via sa nouvelle activité Comme Neuf !, Pixmania commence à vendre ses produits d'occasion directement sur son site. La même année Pixmania annonce le lancement de la catégorie Gros Électroménager.
E-merchant, la filiale du groupe Pixmania, annonce le lancement de la boutique S.T. Dupont.
En 2010, Pixmania lance la catégorie bagagerie. Sur l'exercice clos au 30 avril 2010, la société a réalisé un chiffre d'affaires de 897 millions d'euros (+15 %) et un bénéfice de 10 millions d'euros (+43 %). La société ambitionne un CA d'un milliard d'euros à horizon 2014.
En 2011, Pixmania ouvre le rayon sport  et lance aussi sa propre marque de literie Sombed,. C'est la première fois que Pixmania commercialise ses propres produits. En septembre 2011, le groupe annonce la création de sa propre agence de communication Pix Agency. Une équipe est opérationnelle à Brno (République tchèque), où se situe son siège pour l’Europe Centrale et Orientale qui gère le marketing, la communication... . Mais aussi la maintenance de ses sites clients (à l’origine développé et maintenu par e-merchant) tel que Carrefour, S.T. Dupont, Sud-Express, A.P.C, ... et bientôt Celio*.
En juin 2011, Carrefour signe un accord avec Pixmania pour développer son site de vente de produits non alimentaires. Selon Lars Olofsson, PDG de Carrefour, il s'agit d'un partenariat important dans le développement de la stratégie multi-canal du groupe.
En novembre 2011, Pixmania ouvre le rayon mobilier avec des canapés, tables, chaises, etc. Le même mois, Pixmania ouvre un Love Shop, une catégorie de produits sexy chic avec plus de 400 références. Le 9 février 2012, Pixmania lance sa ligne de joaillerie: Rose & Kara. Pour le lancement, Rose & Kara propose une sélection de 500 modèles parmi une gamme de bagues, boucles d’oreille, bracelets, pendentifs et colliers. Tous les bijoux vendus sur Pixmania.com sont empierrés à 80 % de diamant et à 20 % de pierres précieuses et semi-précieuses.
En mai 2012, dans une entrevue au Figaro, François Grazuit ambitionne l'ouverture d'une centaine de boutiques dans les 5 années à venir.
Le 10 août 2012, Dixons Retail, actionnaire majoritaire à hauteur de 77 % depuis avril 2006 rachète pour 10 millions d'euros le reliquat des actions détenues par Steve et Jean-Émile Rosenblum, ce qui valorise l'entreprise à 100 millions d'euros (en prenant en compte la valeur nette de l'entreprise (Valeur= enterprise value - debts), malgré une augmentation du chiffre d'affaires de 354 m€ en 2006 lors du rachat par Dixons à 898 million d'euros de CA en 2012. Steve et Jean-Émile quittent leurs fonctions dans l'entreprise lors de la cession du reliquat de leurs actions dans le groupe.
Au second semestre 2012, Dixons décide de recentrer l'activité de Pixmania sur la vente en ligne uniquement et dans les pays les plus importants.
En février 2013, Pixmania ferme toutes ses boutiques en France (Lille, Rosny, Paris, Boulogne, Lyon, Rennes, Toulouse, Marseille et Nice) en Belgique (Bruxelles), au Portugal (Porto et Lisbonne) et en Espagne (Xanadû, Madrid, Vaguada, Valence, Maquinista et Barcelone) à la suite des mauvais résultats enregistrés (-10 % du chiffre d'affaires à 843 millions d'euros en 2012 et à la perte annuelle de 25 millions d'euros). Cent cinquante personnes sont licenciées dans le cadre du plan social,.
En mai 2013, les ventes de Pixmania chutent encore, accusant un recul de 36 % : les 2/3 de la baisse provenant de la fermeture des magasins et des pays non-core sur la période février-avril (en Espagne, les magasins représentaient 30 % du chiffre d'affaires, en France, 20 %). Dixons annonce son intention de vendre la société en n'excluant pas une fermeture définitive si la cession venait à échouer. À cette date, le groupe emploie 850 personnes.

### Reprise par Mutares
En septembre 2013, Pixmania est revendu par Dixons à un fonds de retournement allemand Mutares. Afin de consolider le rachat, Dixons versera 69 millions d'euros à Mutares en plus de la cession de Pixmania. Le rachat est effectif en décembre 2014 pour le groupe allemand Mutares,.
En juin 2015, Mutares et Pixmania font une offre d'achat du site GrosBill à Auchan, pour un montant indéterminé.
À partir d'octobre 2015, un plan de sauvegarde a été initié afin de trouver un modèle économique viable. Depuis 2011, le site a vu son chiffre d'affaires divisé par plus de 4 (passant de 950 millions € en 2011 à moins de 200 millions d'euros en 2015). Le site envisageait de se convertir en une plateforme de mise en relation entre les vendeurs et les acheteurs, mais l'actionnaire allemand Mutares écarte cette possibilité.
Le 14 janvier 2016, la société est placée en redressement judiciaire puis en liquidation judiciaire le 25 février 2016.

### Reprise par VDD
La société VDD, propriétaire du site "vente-du-diable" se propose de reprendre une partie des activités :
Le rachat est confirmé le 5 février 2016.
Mais VDD décide de se recentrer sur le reconditionnement informatique et revend l'enseigne à la société Newpix & Co,, crée pour cet usage par Daniel Saada, ancien directeur commercial associé chez le distributeur B2B Extenso Telecom.

### Reprise par Newpix
Pixmania, qui est revenu aux origines du site avec une concentration sur l’électronique au sens large, compte désormais une vingtaine d'employés. Parmi les autres axes stratégiques cités par Sébastien Ouhioun, COO de Pixmania, il est question notamment de "réduire le nombre de pays où le marchand est présent en passant de 14 à 4 (France, Espagne, Portugal et Belgique), sélectionner des vendeurs uniquement européens pour assurer une bonne qualité de service et travailler les offres exclusives."
En 2019, Pixmania décide d'augmenter le poids des ventes faites par Pixmania directement. La marketplace continue d'exister mais Pixmania souhaite pousser un maximum d'offres en direct afin d'augmenter la qualité de service pour ses clients.
Le 12 mai 2020, la société NewPix & Co est liquidée. Le site Pixmania est alors mis en sommeil puis relancé en 2022 après la reprise de l'enseigne par ses fondateurs originaux Jean-Emile et Steve Rosenblum. Pixmania est désormais une place de marché dédiée au appareils mobiles high-tech notamment les smartphones neufs et reconditionnés.